# 哈桑一世
哈桑一世·本·穆罕默德（阿拉伯语：الحسن بن محمد），是摩洛哥蘇丹，他於1873年至1894年期間在位。
哈桑一世在父親穆罕默德四世死後登基。在法國與西班牙的壓力下，1880年哈桑一世與歐洲列強簽訂馬德里條約，允許歐洲人在摩洛哥擁有土地。儘管如此，在十九世紀末因新帝國主義而起的瓜分非洲風潮中，哈桑一世成功維持摩洛哥的獨立地位。哈桑一世共有27名子女。